# Davide Calabria
Davide Calabria (ur. 6 grudnia 1996 w Brescii) – włoski piłkarz, występujący na pozycji obrońcy we włoskim klubie FC Bologna do którego jest wypożyczony z A.C. Milanu oraz w reprezentacji Włoch.

## Statystyki kariery
(aktualne na dzień 24 czerwca 2022)
| Klub               | Sezon              | Liga               | Liga  | Liga   | Puchar Włoch | Puchar Włoch | Europa | Europa | Inne  | Inne   | Suma  | Suma   |
| Klub               | Sezon              | Liga               | Mecze | Bramki | Mecze        | Bramki       | Mecze  | Bramki | Mecze | Bramki | Mecze | Bramki |
| ------------------ | ------------------ | ------------------ | ----- | ------ | ------------ | ------------ | ------ | ------ | ----- | ------ | ----- | ------ |
| A.C. Milan         | 2014/15            | Serie A            | 1     | 0      | 0            | 0            | –      | –      | –     | –      | 1     | 0      |
| A.C. Milan         | 2015/16            | Serie A            | 6     | 0      | 2            | 0            | –      | –      | –     | –      | 8     | 0      |
| A.C. Milan         | 2016/17            | Serie A            | 12    | 0      | 1            | 0            | –      | –      | –     | –      | 13    | 0      |
| A.C. Milan         | 2017/18            | Serie A            | 21    | 1      | 4            | 0            | 5      | 0      | –     | –      | 30    | 1      |
| A.C. Milan         | 2018/19            | Serie A            | 26    | 1      | 2            | 0            | 4      | 0      | 1     | 0      | 33    | 1      |
| A.C. Milan         | 2019/20            | Serie A            | 25    | 1      | 2            | 0            | –      | –      | –     | –      | 27    | 1      |
| A.C. Milan         | 2020/21            | Serie A            | 32    | 2      | 1            | 0            | 6      | 0      | –     | –      | 39    | 2      |
| A.C. Milan         | 2021/22            | Serie A            | 26    | 2      | 3            | 0            | 4      | 0      | –     | –      | 32    | 2      |
| Ogólnie w karierze | Ogólnie w karierze | Ogólnie w karierze | 149   | 7      | 15           | 0            | 19     | 0      | 1     | 0      | 184   | 7      |